# Israel Bush Richardson
Pour les articles homonymes, voir Richardson.
Israel Bush Richardson (né le 26 décembre 1815 à Fairfax, État du Vermont, et décédé le 3 novembre 1862 à Sharpsburg, État du Maryland) est un major-général de l'Union. Il est enterré à  Pontiac, État du Michigan.

## Avant la guerre de Sécession
Israel Bush Richardson est diplômé de l'académie militaire de West Point en 1841 et est breveté second lieutenant dans le 3rd infantry le 1er juillet 1841,. Il est promu second lieutenant le 30 septembre 1841.
Il est promu premier lieutenant le 21 septembre 1846. Israel B. Richardson sert lors des guerres indiennes contre les Séminoles en Floride. Il est affecté au Missouri, en Louisiane et au Texas. Il participe à la guerre américano-mexicaine. C'est au cours de cette dernière guerre que Israel B. Richarson acquiert le surnom de Fighting Dick.
Il est breveté capitaine le 20 août 1847 pour bravoure aux batailles de Contreras et Churubusco. Il est breveté major le 13 septembre 1847 pour bravoure à la bataille de Chapultepec.
Il est promu capitaine le 5 mars 1851. Il quitte l'armée le 30 septembre 1855 pour aller s'installer près de Pontiac, dans le Michigan, où il devient fermier.

## Guerre de Sécession

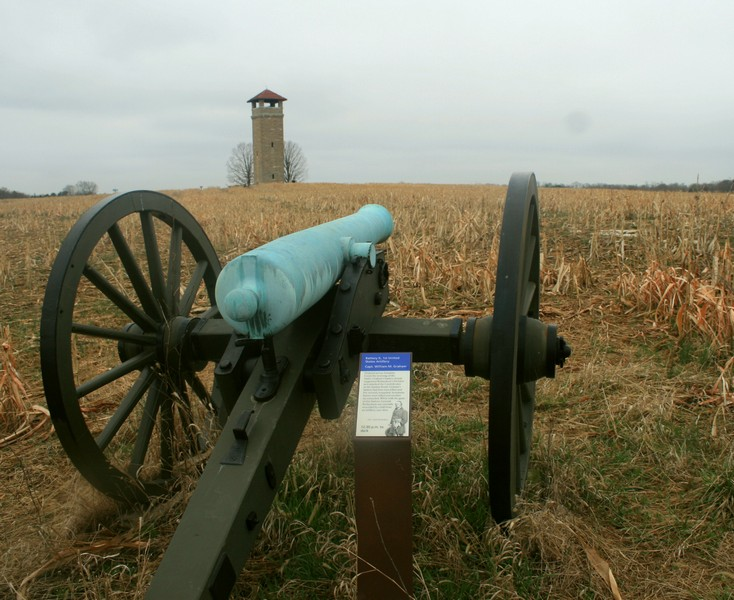
Israël Richardson lieu de la blessure.

Israel Bush Richardson est nommé colonel du 2nd Michigan le 25 mai 1861. Il commande une brigade lors de la première bataille de Manassas. Il est nommé brigadier-général des volontaires à date d'effet du 17 mai 1861. Il est nommé major-général des volontaires le 4 juillet 1862.
Il est malade pendant le mois en juillet et août 1862 et est en congé de maladie. Il reprend le service actif le dernier jour d'août. Il commande alors une division dans le Ier corps sous les ordres du général Joseph Hooker. Il commande ensuite une division dans le IIe corps sous les ordres du général Edwin Vose Sumner.
Ses troupes font face aux Confédérés sur la Bloody Lane lors de la bataille d'Antietam. Alors qu'il dirige le tir de son artillerie, il est blessé par un tir d'artillerie adverse. Il est amené au quartier général de McClellan à Pry House,. Il succombe à ses blessures un mois et demi plus tard.